# Eclipse of Reason
Eclipse of Reason é um vídeo documentário anti-aborto de 1987 dirigido, filmado e narrado por Bernard Nathanson, com introdução de Charlton Heston. Eclipse of Reason é uma continuação do primeiro filme de Nathanson, The Silent Scream. O filme é talvez mais conhecido por sua representação controversa de um aborto por dilatação e evacuação (D&E).  O assunto deste filme se concentra mais nas implicações morais do aborto. Serviu como um apelo de Nathanson às mulheres do mundo para acabar com a prática do aborto. Este filme, assim como The Silent Scream, foi fundamental para o Comitê do Direito à Vida atrair a atenção do público dos Estados Unidos em relação à questão do aborto.
Eclipse of Reason representou o argumento de que o feto é humano e, portanto, o aborto é assassinato.  O filme também serve para combater os críticos de The Silent Scream, que argumentam que, embora Nathanson afirmasse que o filme se baseava apenas em imagens e não em discurso pejorativo, o filme dependia fortemente da linguagem do narrador. Portanto, Eclipse of Reason transmite a mesma mensagem de que aborto é assassinato, com imagens semelhantes ao seu antecessor The Silent Scream; no entanto, para evitar a objeção anterior da linguagem sobre as imagens, Eclipse of Reason pede aos espectadores que considerem a razão em vez de usar uma narração carregada de emoção.

## Visão geral
Eclipse of Reason mostra um aborto tardio ocorrendo em algum momento após o quarto mês de gravidez. O filme se concentra nos membros do feto enquanto está no útero e, em seguida, passa a mostrar o aborto em detalhes gráficos. Enquanto o feto no filme anterior de Nathanson era pouco mais do que uma imagem pulsante em preto e branco, o feto em Eclipse of Reason foi mostrado vividamente em cores.
Diferentes mulheres que fizeram abortos e sofreram efeitos nocivos do procedimento dão depoimentos mais tarde no filme.
Nathanson conclui Eclipse of Reason com uma montagem de fotografias que retrata sua ideia de mundos opostos, um cheio de abortos e outro sem abortos. Ele argumenta que não podemos alcançar um “Mundo da Razão” sem eliminar completamente os abortos.

## Recepção critica
De acordo com a Newsweek, o filme é "mais difícil para os críticos considerarem enganoso" do que The Silent Scream.
Eclipse of Reason é mais fortemente criticado por sua idealização do “Mundo da Razão” e por criar uma dicotomia que pode não existir entre os dois mundos hipotéticos. De acordo com um conjunto de críticos, Nathanson criou um mundo do bem ( pró-vida ) contra o mal ( pró-escolha ), que se opunha diretamente à sua intenção de criar um filme desprovido de qualquer tipo de linguagem emocionalmente carregada.